# 闽南革命根据地

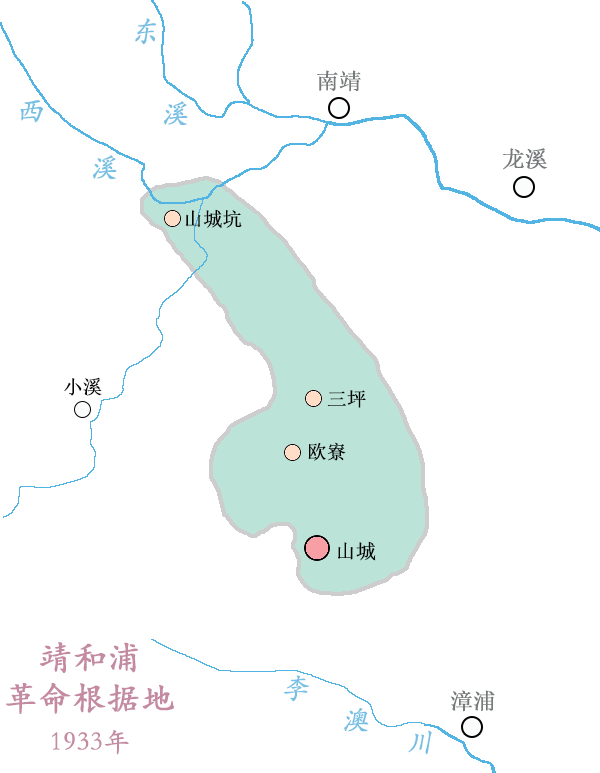
靖和浦革命根据地地图（1933年）

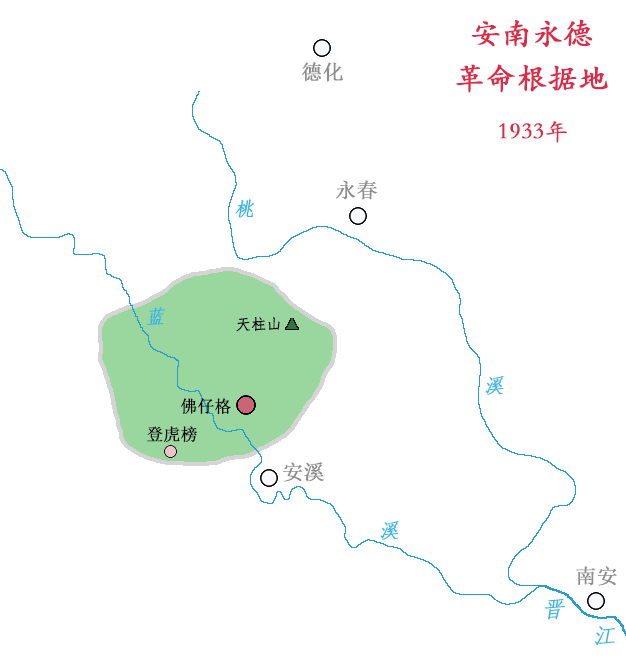
安南永德革命根据地地图（1933年）

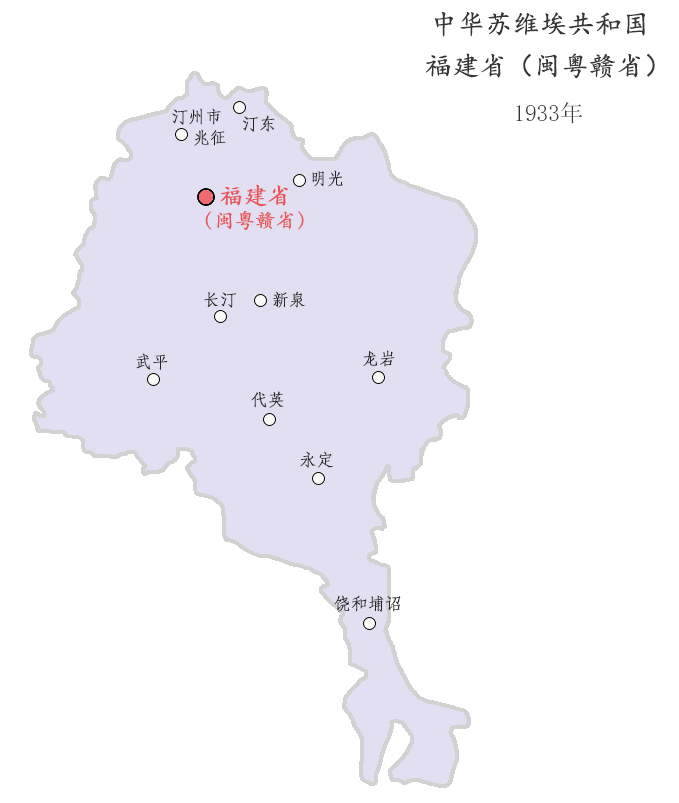
饶和埔诏革命根据地位于中华苏维埃共和国福建省南部（1933年）

闽南革命根据地是1931年—1938年中国共产党的地方组织在闽南地区建立的革命根据地，由靖和浦、安南永德和饶和埔诏等3块不相连的革命根据地组成。